# Whitney (Texas)
Whitney város az USA Texas államában, Hill megyében. Lakosainak száma 1992 fő (2020. április 1.).

## Népesség
A település népességének változása:
| Lakosok száma | 459  | 2087 | 1992 |
|               | 2000 | 2010 | 2020 |